# Fontana del Nettuno (Nápoly)
A Fontana del Nettuno (magyarul Neptun-kút) nem csak Nápoly, hanem az egész világ egyik legszebb kútja. D’Auria építette Enrico Guzman, Olivares grófja, nápolyi alkirály számára. Harminc évig a hadihajógyár (Arsenale) melletti teret díszítette, amíg víz nélkül nem maradt. Ekkor, 1662-ben d’Alba hercege áthelyeztette a királyi palota előtti térre. Ez a döntés nem bizonyult helyénvalónak, ugyanis a díszkút annak ellenére, hogy dekoratív, akadályozta a különböző népi ünnepségek megrendezését a téren. 1637-ben átköltöztették a Castel dell'Ovóba. Miután az erődöt gyakorta ostromolták és ágyúzták, a díszkutat ismét áttelepitették, ezúttal a Piazza delle Correggére. A 20. század elején döntött a városi tanács a kút áthelyezéséről a Piazza Bovióra, a tőzsde épülete elé.